# Komenda Rejonu Uzupełnień Kołomyja I

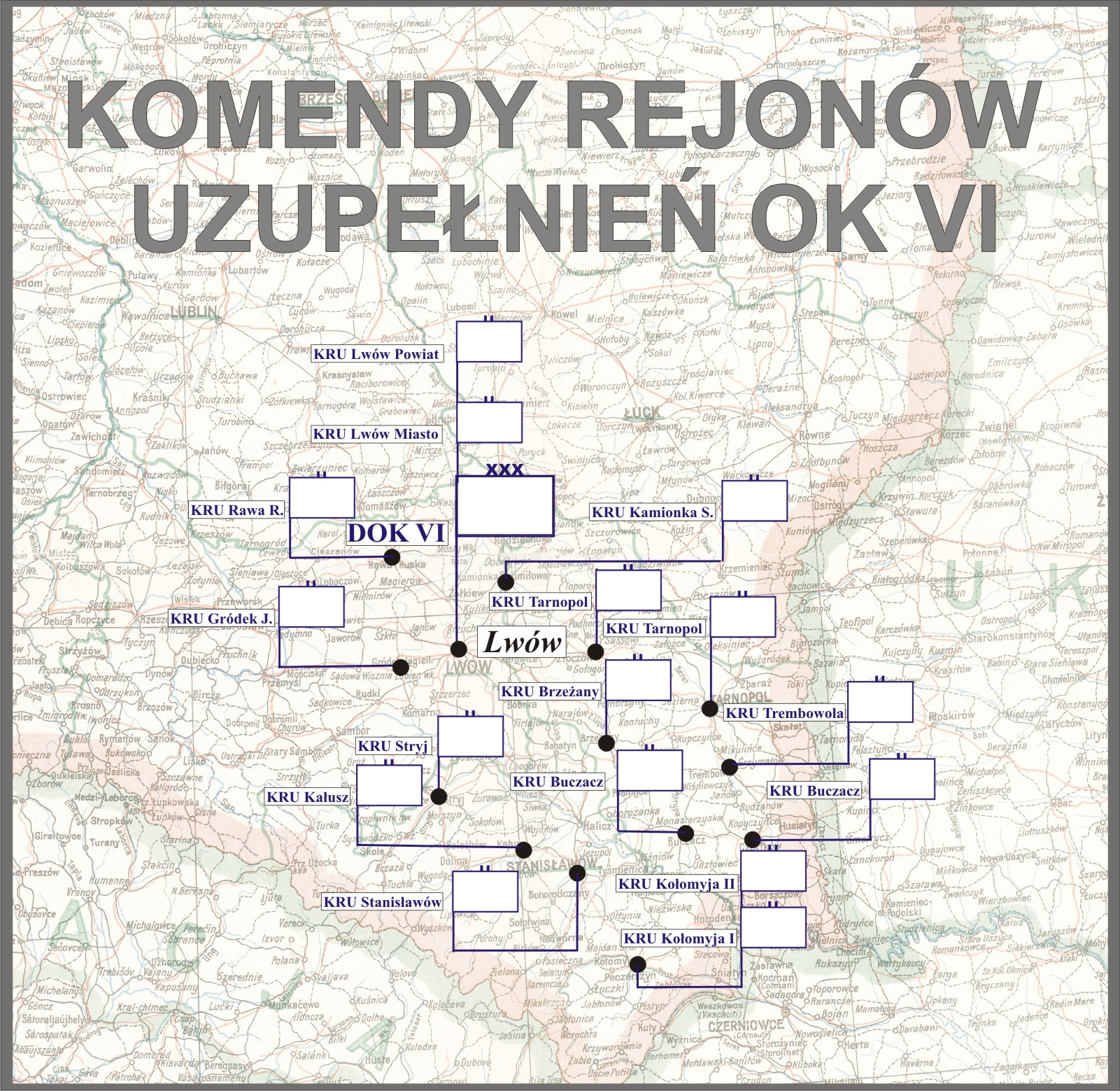
Komendy rejonów uzupełnień DOK VI

Komenda Rejonu Uzupełnień Kołomyja I (KRU Kołomyja I) – organ wojskowy właściwy w sprawach uzupełnień Sił Zbrojnych II Rzeczypospolitej i administracji rezerw w powierzonym mu rejonie.

## Formowanie i zmiany organizacyjne
17 lipca 1919 roku minister spraw wojskowych gen. por. Józef Leśniewski ustanowił Powiatową Komendę Uzupełnień Kołomyja z tymczasową siedzibą w Stanisławowie, obejmującą powiaty: kołomyjski, kosowski, peczeniżyński i śniatyński. PKU Kołomyja została podporządkowana Dowództwu Okręgu Generalnego „Lwów”. W terminie późniejszym minister miał zdecydować, który pułk piechoty będzie uzupełniany przez PKU Kołomyja. 26 lipca 1919 roku minister zarządził przeniesienie siedziby PKU ze Stanisławowa do Kołomyi.
W czerwcu 1921 roku PKU Kołomyja była nadal podporządkowana DOGen. „Lwów” i obejmowała swoją właściwością powiaty: kołomyjski, kosowski, peczeniżyński i śniatyński.
Z dniem 1 czerwca 1922 roku została zlikwidowana gospoda inwalidzka przy PKU Kołomyja.
18 listopada 1924 roku weszła w życie ustawa z dnia 23 maja 1924 roku o powszechnym obowiązku służby wojskowej, a 15 kwietnia 1925 roku rozporządzenie wykonawcze ministra spraw wojskowych do tejże ustawy, wydane 21 marca tego roku wspólnie z ministrami: spraw wewnętrznych, zagranicznych, sprawiedliwości, skarbu, kolei, wyznań religijnych i oświecenia publicznego, rolnictwa i dóbr państwowych oraz przemysłu i handlu. Wydanie obu aktów prawnych wiązało się z przejęciem przez władze cywilne (administracji I instancji) większości zadań związanych z przygotowaniem i przeprowadzeniem poboru. Przekazanie większości zadań władzom cywilnym umożliwiło organom służby poborowej zajęcie się wyłącznie racjonalnym rozdziałem rekruta oraz ewidencją i administracją rezerw. Do tych zadań dostosowana została organizacja wewnętrzna powiatowych komend uzupełnień i ich składy osobowe. Poszczególne komendy różniły się między sobą składem osobowym w zależności od wielkości administrowanego terenu.
Zadania i nowa organizacja PKU określone zostały w wydanej 27 maja 1925 roku instrukcji organizacyjnej służby poborowej na stopie pokojowej. W skład PKU Kołomyja wchodziły trzy referaty: I) referat administracji rezerw, II) referat poborowy i referat inwalidzki. Nowa organizacja i obsada służby poborowej na stopie pokojowej według stanów osobowych L. O. I. Szt. Gen. 3477/Org. 25 została ogłoszona 4 lutego 1926 roku. Z tą chwilą zniesione zostały stanowiska oficerów ewidencyjnych.
12 marca 1926 roku została ogłoszona obsada personalna Przysposobienia Wojskowego, zatwierdzona rozkazem Dep. I L. 6000/26 przez pełniącego obowiązki szefa Sztabu Generalnego gen. dyw. Edmunda Kesslera, w imieniu ministra spraw wojskowych. Zgodnie z nową organizacją pokojową Przysposobienia Wojskowego zostały zlikwidowane stanowiska oficerów instrukcyjnych przy PKU, a w ich miejsce utworzone rozkazem Oddz. I Szt. Gen. L. 7600/Org. 25 stanowiska oficerów przysposobienia wojskowego w pułkach piechoty.
Od 1926 roku, obok ustawy o powszechnym obowiązku służby wojskowej i rozporządzeń wykonawczych do niej, działalność PKU Kołomyja normowała „Tymczasowa instrukcja służbowa dla PKU”, wprowadzona do użytku rozkazem MSWojsk. Dep. Piech. L. 100/26 Pob.
Z dniem 1 października 1927 roku została utworzona PKU Kołomyja II obejmująca powiaty: peczeniżyński, kossowski i śniatyński. Dotychczasowa PKU Kołomyja została przemianowana na PKU Kołomyja I, a jej okręg poborowy obejmował wyłącznie powiaty: kołomyjski i horodeński.
3 lipca 1929 roku okręg poborowy został powiększony o obszar zlikwidowanego powiatu peczeniżyńskiego (PKU Kołomyja II), który został włączony do powiatu kołomyjskiego.
W marcu 1930 roku PKU Kołomyja I nadal podlegała Dowództwu Okręgu Korpusu Nr VI i wciąż administrowała powiatami: kołomyjskim i horodeńskim. W grudniu tego roku posiadała skład osobowy typ II.
31 lipca 1931 roku gen. dyw. Kazimierz Fabrycy, w zastępstwie ministra spraw wojskowych, rozkazem B. Og. Org. 4031 Org. wprowadził zmiany w organizacji służby poborowej na stopie pokojowej. Zmiany te polegały między innymi na zamianie stanowisk oficerów administracji w PKU na stanowiska oficerów broni (piechoty) oraz zmniejszeniu składu osobowego PKU typ I–IV o jednego oficera i zwiększeniu o jednego urzędnika II kategorii. Liczba szeregowych zawodowych i niezawodowych oraz urzędników III kategorii i niższych funkcjonariuszy pozostała bez zmian.
1 lipca 1938 roku weszła w życie nowa organizacja służby uzupełnień, zgodnie z którą dotychczasowa PKU Kołomyja I została przemianowana na Komendę Rejonu Uzupełnień Kołomyja I przy czym nazwa ta zaczęła obowiązywać 1 września 1938 roku, z chwilą wejścia w życie ustawy z dnia 9 kwietnia 1938 roku o powszechnym obowiązku wojskowym. Obok wspomnianej ustawy i rozporządzeń wykonawczych do niej, działalność KRU Kołomyja I normowały przepisy służbowe MSWojsk. D.D.O. L. 500/Org. Tjn. Organizacja służby uzupełnień na stopie pokojowej z 13 czerwca 1938 roku. Zgodnie z tymi przepisami komenda rejonu uzupełnień była organem wykonawczym służby uzupełnień .
Komendant rejonu uzupełnień w sprawach dotyczących uzupełnień Sił Zbrojnych i administracji rezerw podlegał bezpośrednio dowódcy Okręgu Korpusu Nr VI, który był okręgowym organem kierowniczym służby uzupełnień. Rejon uzupełnień nie uległ zmianie i nadal obejmował powiaty: kołomyjski i horodeński.
Komenda prowadziła ewidencję wszystkich oficerów z powiatów: kołomyjskiego, horodeńskiego, kosowskiego i śniatyńskiego.

## Obsada personalna
Poniżej przedstawiono wykaz oficerów zajmujących stanowisko komendanta Powiatowej Komendy Uzupełnień i komendanta rejonu uzupełnień oraz wykaz osób funkcyjnych (oficerów i urzędników wojskowych) pełniących służbę w PKU Kołomyja oraz PKU i KRU Kołomyja I, z uwzględnieniem najważniejszych zmian organizacyjnych przeprowadzonych w 1926 i 1938 roku.
Komendanci
- płk Alfred Knapp (do 12 IX 1919[25])
- płk Wojciech Dobija (12 IX 1919[26] – 24 III 1921[27])
- ppłk piech. Franciszek Tschede (od 24 III 1921[27])
- mjr piech. Bolesław Paukszt (IV 1923[28] – I 1924 → PKU Konin[29])
- ppłk piech. Jan Sandecki (I 1924[29][30] – II 1927 → stan spoczynku z dniem 30 IV 1927[31])
- ppłk piech. Wilhelm Zwonarz (IX 1927[32] – IV 1928 → dyspozycja dowódcy OK VI[33])
- mjr piech. Karol Rozdół[a] (VII 1928[36] – II 1929[37] → dyspozycja dowódcy OK VI)
- ppłk piech. Tadeusz Wiktor Czechowicz (od III 1929[38])
- mjr kanc. / żand. Aleksander Seweryn Marian Geringer (1 IX 1932[39][40] – VII 1935 → dyspozycja dowódcy OK VI[41])
- mjr piech. Tadeusz Brincken (VIII 1935[42] – ? → komendant KRU Jarosław)
- mjr piech. Jan Leszek Bielczyk (1939[43])

Obsada pozostałych stanowisk funkcyjnych PKU w latach 1921–1925
- I referent – kpt. piech. Edward Wolanowski (był w 1923 – II 1926 → kierownik I referatu)
- II referent – por. / kpt. kanc. Ignacy Tomaszewski (VII 1923[46] – II 1926 → kierownik II referatu)
- referent inwalidzki – urzędnik wojsk. XI rangi / por. kanc. Karol Winowski (był w 1923 – II 1926 → referent inwalidzki)
- oficer instrukcyjny – kpt. piech. Piotr Gadziński (od 11 VI 1923[47])
- oficer ewidencyjny na powiat horodeński – urzędnik wojsk. X rangi / por. kanc. Jan Stanisław Bularski (był w 1923 – II 1926 → referent [etat przejściowy])
- oficer ewidencyjny na powiat kołomyjski
  - urzędnik wojsk. X rangi Michał Bohr (1923)
  - por. kanc. Włodzimierz Janczyszyn (od 1 XII 1924[48])
- oficer ewidencyjny na powiat kosowski – urzędnik wojsk. XI rangi / por. kanc. Edmund Riss (był w 1923 i 1924)
- oficer ewidencyjny na powiat śniatyński – urzędnik wojsk. X rangi / por. kanc. Władysław I Mazur (był w 1923 – II 1926 → kierownik II referatu PKU Kutno[49])

W styczniu 1923 roku urzędnik wojsk. X rangi Kazimierz Żupnik przydzielony został do PKU Łódź Powiat na stanowisko oficera ewidencyjnego na powiat łódzki.
Obsada pozostałych stanowisk funkcyjnych PKU w latach 1926–1938
- kierownik I referatu administracji rezerw i zastępca komendanta
  - kpt. piech. Edward Wolanowski (II 1926 – III 1934 → dyspozycja dowódcy OK VI[56][57])
  - kpt. piech. Stefan Pfont (VI 1934[58] – 30 IV 1935 → stan spoczynku[59])
- kierownik II referatu poborowego
  - kpt. kanc. Ignacy Tomaszewski (II 1926 – VII 1927[60] → kierownik I referatu PKU Kołomyja II)
  - por. tab. Stanisław Kowarzyk[b] (IX 1927[65] – IX 1930[66] → 10 dtab.)
  - por. kanc. Włodzimierz Jan Janczyszyn[c] (IX 1930[73] – XII 1932)
  - kpt. piech. Henryk Heber (XII 1932[74] – VI 1938 → kierownik I referatu KRU)
- referent – por. kanc. Włodzimierz Janczyszyn (II 1926 – IX 1930 → kierownik II referatu)
- referent inwalidzki – por. kanc. Karol Winowski (II 1926 – IV 1929[75] → dyspozycja Ministerstwa Pracy i Opieki Społecznej)
- referent (etat przejściowy) – por. kanc. Jan Bularski (II 1926 – VII 1927[60] → referent PKU Kołomyja II)

Obsada pozostałych stanowisk funkcyjnych KRU w latach 1938–1939
- kierownik I referatu ewidencji – kpt. adm. (piech.) Henryk Heber (1938 – 1939)
- kierownik II referatu uzupełnień – kpt. adm. (piech.) Tomasz Stanisław Kowalski[e]